# Manteca
Manteca – miasto w Stanach Zjednoczonych, w stanie Kalifornia, w hrabstwie San Joaquin.